# Drakunkulus zwyczajny

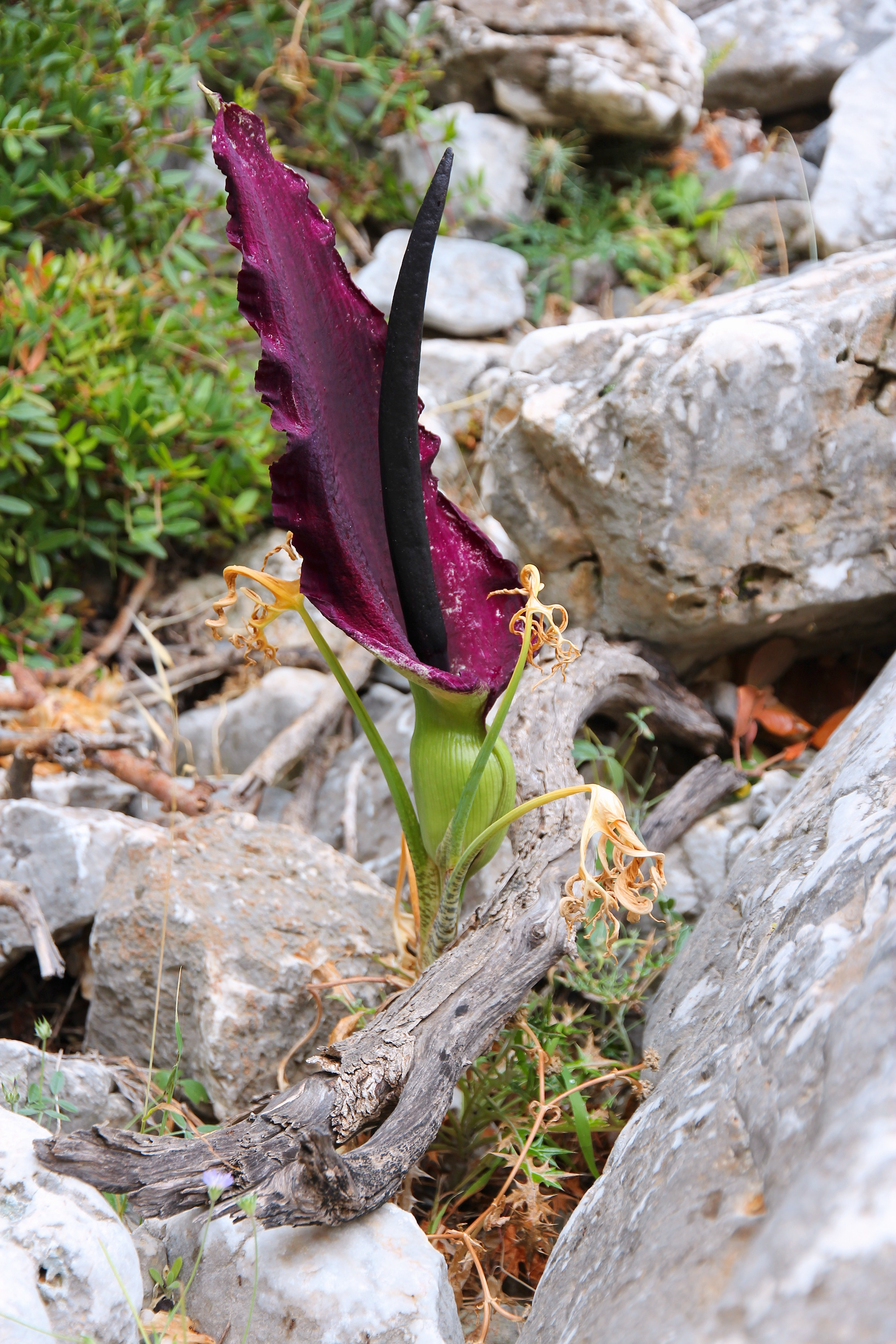
Roślina w naturze na Krecie

Kwiatostan

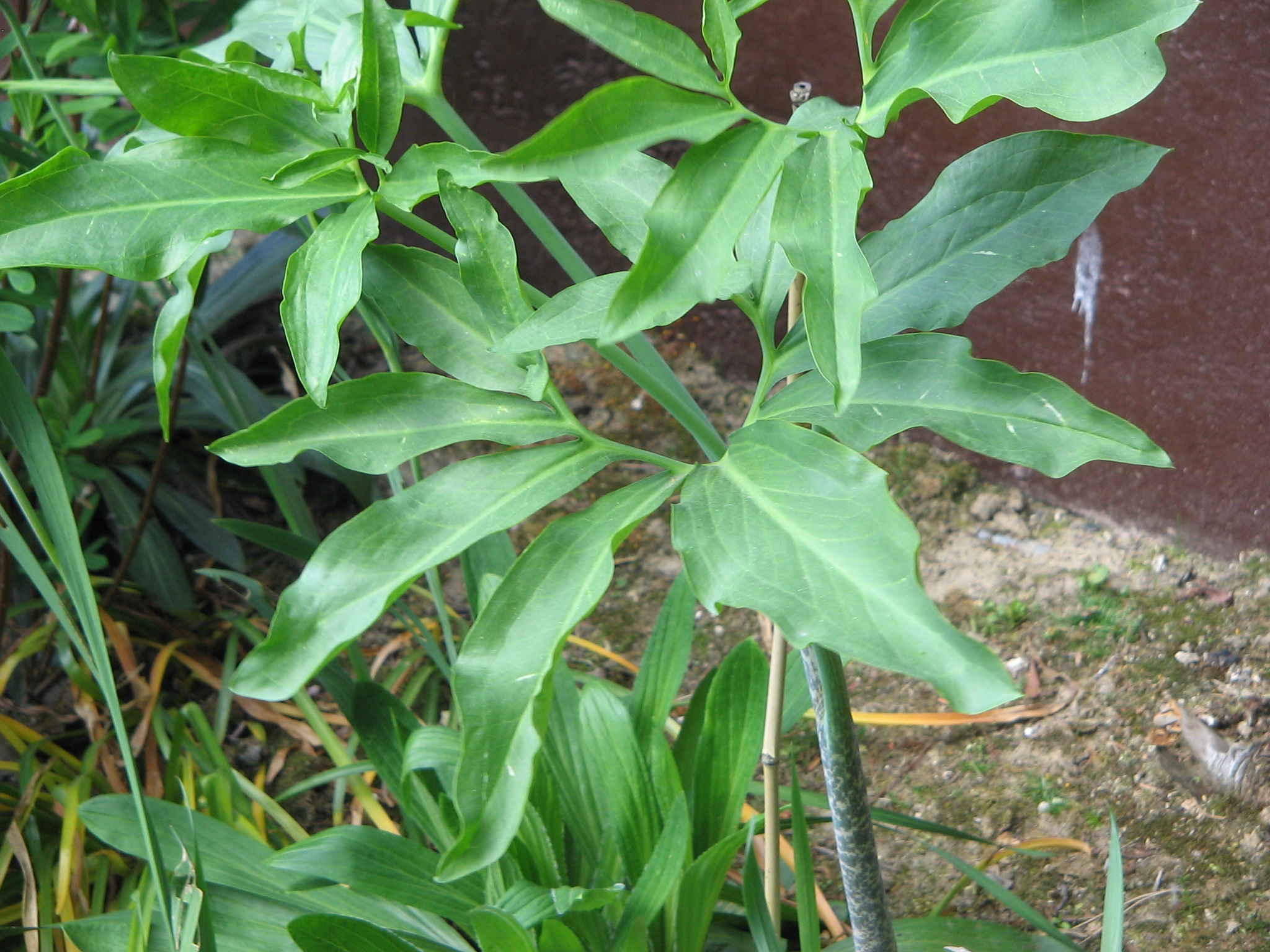
Liście

Drakunkulus zwyczajny, smocza lilia (Dracunculus vulgaris Schott) – gatunek rośliny zielnej należący do rodziny obrazkowatych. Pochodzi z Bałkanów, Wysp Egejskich i południowo-zachodniej Turcji. Introdukowany w USA, w stanach Oregon, Kalifornia, Tennessee i na wyspie Portoryko, a także we Włoszech, zachodniej Europie i północnej Afryce.

## Morfologia
PokrójRoślina zielna o wysokości do 200 cm, przeciętnie lub bardzo rozrosła, rosnąca samotnie lub tworząca kępy.
ŁodygaPodziemna, spłaszczona bulwa pędowa o wymiarach około 85×45 mm. Roślina tworzy bulwy przybyszowe, z obrzeżnych, przypadkowych odrośli.
LiściePochwy liściowe długie, mocno skręcone w tzw. pseudo-łodygę o średnicy do 9 cm i długości do 150 cm, w kolorze zielonym z wieloma purpurowymi plamkami. Ogonki cylindryczne lub półcylindryczne w przekroju, zielone. Blaszki liści wachlarzowatopalczaste (pedate), o przeciętnych wymiarach 15×32 cm.
KwiatyRoślina jednopienna. Szypułka zielona, cylindryczna w przekroju, Kwiatostan typu pseudancjum, wydłużony, o wysokości od 25 do 135 cm, wyrasta z pseudo-łodygi. Składa się z wąskiej, spiczastej pochwy o zaostrzonym wierzchołku oraz krótszej od niej lub równej długości kolby. Kolba ma zwężający się wyrostek, odpowiedzialny za wydzielanie zapachu, którego długość ponad trzykrotnie przekracza odcinek pokryty kwiatami. Pochwa z zewnątrz jest koloru zielonego; wnętrze pochwy oraz kolba są w kolorze ciemnopurpurowym. Kwiaty są ukryte w komorze utworzonej przez mocno skręconą, dolną część pochwy. Kwiaty żeńskie położone w dolnej części kolby, na odcinku do 4 cm; zaraz po nich występuje 1–5 mm, kremowy obszar nagi lub pokryty jałowymi słupkami, po którym następuje odcinek o długości do 5 cm, pokryty kwiatami męskimi. Zarodnie kremowe lub żółtozielone, szyjki słupka purpurowe, znamiona kremowe. Główki pręcika ciemnożółte, pylniki purpurowe.
OwoceOwocostan składa się z około 60–80 jasnoczerwonych, jajowatych jagód. Nasiona o średnicy 3–4 mm, ciemnobrązowe, spłaszczone, o pomarszczonej łupinie.

## Biologia i ekologia
RozwójBylina, geofit. Okres wegetacyjny rozpoczyna na przełomie kwietnia i maja. Wczesnym latem, w okresie kwitnienia, wydziela zapach zgniłego mięsa, przyciągający duże muchy, chrząszcze z rodziny kusakowatych i żuki, które wpadają na noc do kwiatostanu, jak do pułapki, który opuszczają następnego dnia, obciążone ładunkiem pyłku.
SiedliskoZarośla, gaje oliwne, nieużytki i tereny stepowe, do wysokości 450 m n.p.m.
Cechy fitochemiczneRoślina trująca dla kręgowców. W kwiatach obecny jest szkodliwy indol. Korzenie powodują podrażnienie skóry. Nasiona roślin zawierają wielonienasycone kwasy tłuszczowe
GenetykaLiczba chromosomów 2n = 28.

## Systematyka
Synonimy nomenklaturowe
- Arum dracunculus L. (bazonim)
- Dracunculus spadiceus Raf. (nom. illeg.)
- Aron dracunculum (L.) St.-Lag.
- Dracunculus dracunculus (L.) Voss (nom. inval.)

Synonimy taksonomiczne
- Dracunculus major Garsault (opus utique oppr.)
- Arum guttatum Salisb.
- Dracunculus polyphyllus (nom. illeg.)
- Dracunculus creticus Schott
- Dracunculus vulgaris var. elongatus Engl. in A.L.P.de Candolle & A.C.P.de Candolle
- Dracunculus vulgaris var. laevigatus Engl. in A.L.P.de Candolle & A.C.P.de Candolle
- Dracunculus vulgaris var. creticus (Schott) Nyman
- Dracunculus vulgaris subsp. creticus (Schott) K.Richt.

## Zastosowanie
Roślina magicznaDawniej wierzono, że posiadanie korzenia lub liścia tej rośliny chroni przed wężami i żmijami, a umycie rąk w nalewce z tej rośliny pozwala bezkarnie obchodzić się z wężami.
Roślina ozdobnaRoślina uprawiana ze względu na atrakcyjne liście oraz kwiatostan.

## Uprawa
WymaganiaWymaga bogatej, przepuszczalnej gleby oraz miejsca słonecznego lub półcienia. W okresie wzrostu należy podlewać obficie. Rośliny są umiarkowanie odporne na mróz, wymagają okrywania na zimę.
RozmnażaniePrzez nasiona lub bulwy przybyszowe.